# Agriotes kirghisicus
Agriotes kirghisicus is een keversoort uit de familie kniptorren (Elateridae). De wetenschappelijke naam van de soort is voor het eerst geldig gepubliceerd in 1970 door Yablokov-Khnzoryan.